# Veolia Transport

Logo der Veolia Transport

Die Veolia Transport ist die ehemalige Verkehrssparte des französischen Konzerns Veolia Environnement, die in verschiedenen Ländern als Betreiber von öffentlichen Verkehrsmitteln tätig war und seit 2011, nach Zusammenschluss mit Transdev, zunächst unter dem Namen Veolia Transdev, seit nochmaliger Umfirmierung im März 2013 nur noch unter Transdev aktiv ist.

## Aktivitäten und Hintergrund zu Veolia Transport

Logo der ehemaligen Marke Connex (2000–2005)

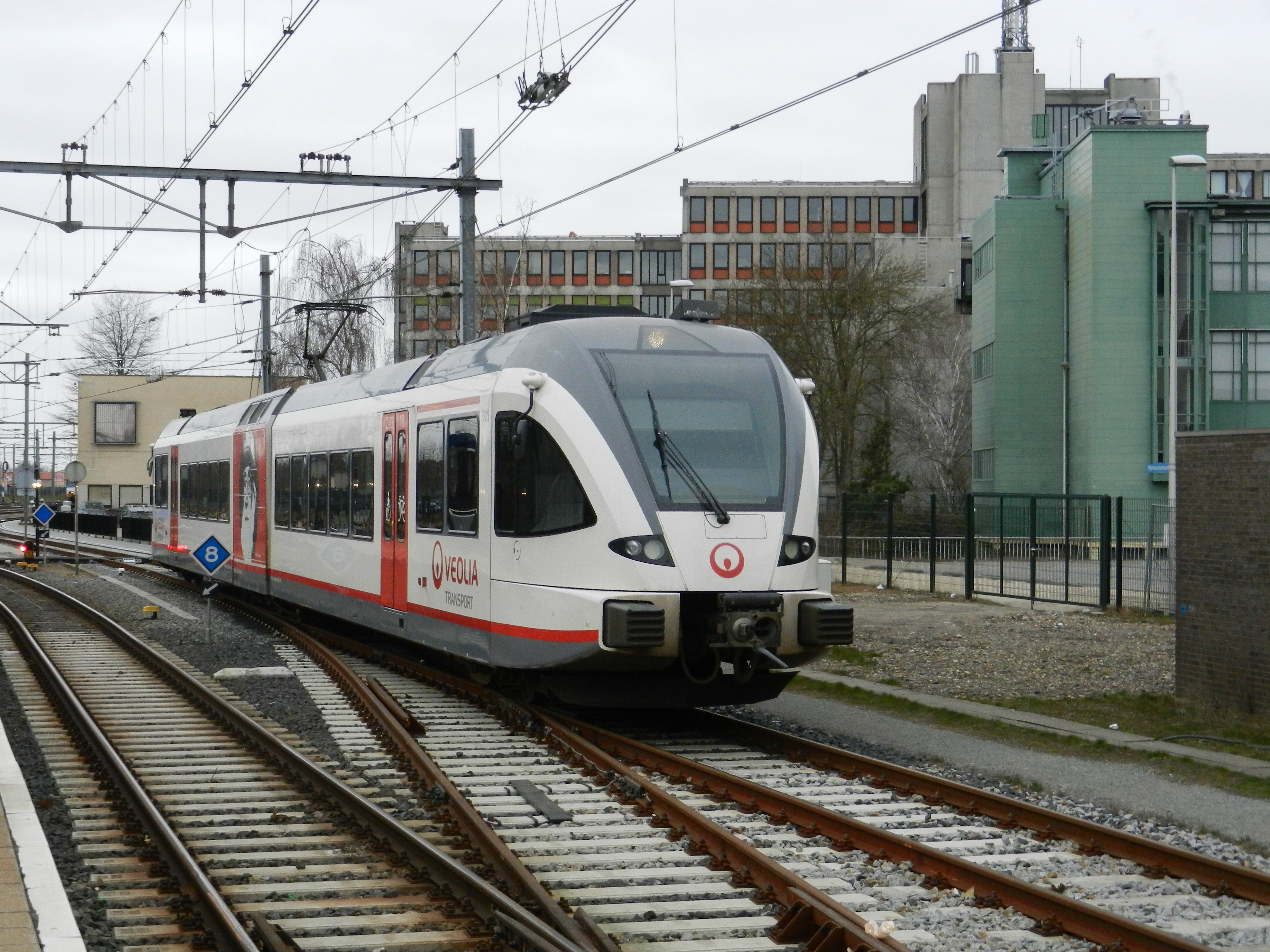
Veolia Stoptrein in Heerlen

Die 1911 gegründete Compagnie générale d’entreprises automobiles (CGEA) und die 1953 gegründete Compagnie générale française des transports et entreprises (CGFTE) waren ab 1980 Tochterunternehmen der Compagnie générale des eaux (CGE). Die CGFTE betrieb unter anderem den öffentlichen Nahverkehr im Raum Bordeaux, Rouen und Nancy. CGEA und CGFTE wurden zum 1. Januar 1997 zur CGEA Transport zusammengefasst. Die CGE-Gruppe benannte sich 1998 in Vivendi um. Deren Wasser-, Energie-, Abfall- und Verkehrssparte wurden 1999 zu Vivendi Environnement zusammengefasst, wobei das Verkehrsgeschäft als Connex firmierte. Vivendi Environnement wurde 2003 in Veolia umbenannt. Die Verkehrssparte hieß allerdings noch bis 2005 Connex, dann wurde sie in Veolia Transport umbenannt, um die Zugehörigkeit zum Mutterkonzern deutlicher zu machen. Die zuvor staatliche Fährgesellschaft Société nationale maritime Corse Méditerranée (SNCM) wurde 2006 privatisiert und von Veolia Transport übernommen.
Schon vor der Fusion mit Transdev war Veolia Transport in Europa Marktführer im landgebundenen privaten Personenverkehr. Weltweit waren 80.756 Mitarbeiter in 27 Ländern tätig. Veolia beförderte als Verkehrsunternehmen mit zuletzt über 24.000 Fahrzeugen auf 236 Bahn- und Busnetzen über 2,5 Mrd. Fahrgäste pro Jahr. Die von Veolia in der Verkehrssparte 2010 weltweit erwirtschafteten Umsätze betrugen 5,8 Mrd. Euro bei einem EBIT von 146 Mio. Euro.
Der ehemalige Güterverkehrsbereich von Veolia Transport, Veolia Cargo mit Tochterunternehmen, wurde Ende 2009 an die SNCF (für die internationalen Aktivitäten von Veolia Cargo) und Eurotunnel (für die französischen Aktivitäten) verkauft. Die Firmengruppe war mit 188 Millionen Euro und 1.200 Beschäftigten das größte private Unternehmen, das im europäischen Schienengüterverkehr tätig war. In Frankreich war die Veolia-Cargo-Gesellschaft CFTA Cargo das erste private Eisenbahnverkehrsunternehmen überhaupt, das der staatlichen SNCF Konkurrenz machte. Die ersten internationalen Züge verkehrten im Juni 2005 von Frankreich nach Deutschland, die erst im französischen Binnenverkehr im Juli 2006 für eine Glasfabrik und mussten von der Polizei vor aufgebrachten Gewerkschaftern geschützt werden. In Deutschland firmiert der ehemalige Güterverkehrsbereich von Veolia Transport heute unter dem Namen Captrain Deutschland.

## Fusion von Veolia Transport und Transdev

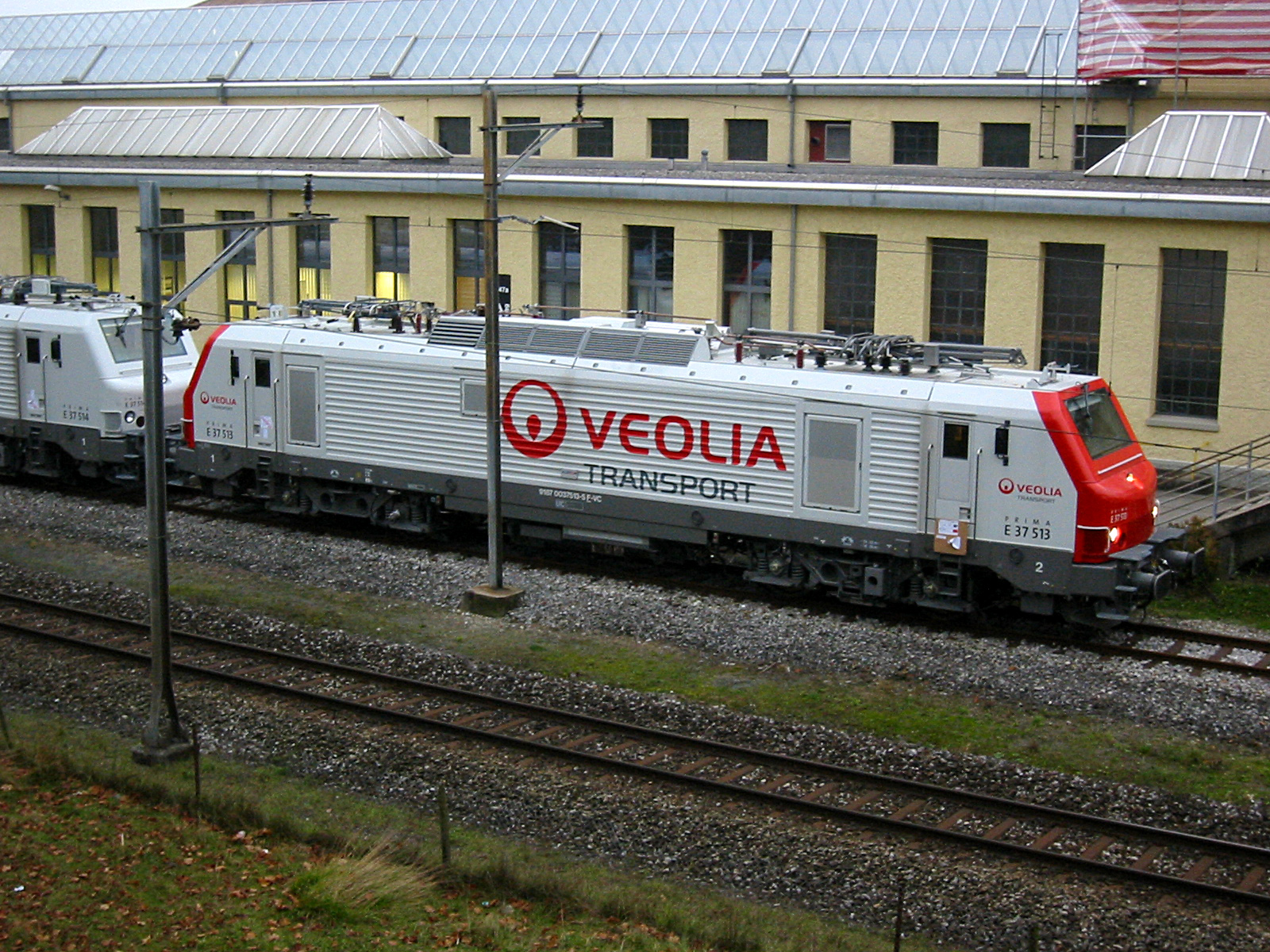
Veolia Lokomotiven in Biel

Ende 2009 wurde die Verschmelzung von Veolia Transport mit dem französischen Konkurrenten Transdev zu Veolia Transdev bekannt gegeben. An der fusionierten Gruppe hielten Veolia Environnement und der Hauptaktionär von Transdev, Caisse des Dépôts et Consignations (CDC), jeweils 50 %; die Gruppe sollte ursprünglich zu einem späteren Zeitpunkt an der Börse notiert oder verkauft werden. Die Fusion der beiden Unternehmen wurde schließlich im März 2011 vollzogen. Wenige Monate später gab Veolia bekannt, sich mittelfristig komplett vom Transportgeschäft verabschieden zu wollen. In der Folge wurde Veolia Transdev im März 2013 in Transdev umfirmiert.
Der Veolia-Konzern verkaufte zunächst im Dezember 2016 einen Anteil von 20 % an die CDC und suchte nach einem Käufer für die restlichen 30 %. Der wurde 2018 mit der deutschen Rethmann-Gruppe gefunden.

## Tochterunternehmen
Die damalige CGEA Transport erwarb 1997 einen Anteil von 60 % an der Deutschen Eisenbahn-Gesellschaft (DEGV). Diese hatte damals gerade im Rahmen der Marktöffnung und Regionalisierung des Schienenpersonennahverkehrs in Deutschland die Ausschreibung für das Netz der Bayerischen Oberlandbahn gewonnen. Zum 1. Januar 2000 stockte CGEA (die sich im selben Jahr in Connex umbenannte) ihren Anteil auf 100 % auf. Infolgedessen firmierte auch die deutsche Tochter zu Connex Verkehr GmbH um. Aus dieser ging im Mai 2006 die Veolia Verkehr GmbH hervor, die wiederum – infolge der Veolia-Transdev-Fusion – seit 2015 Transdev GmbH heißt.